# 23178 Габен
23178 Габен (23178 Ghaben) — астероїд головного поясу, відкритий 28 травня 2000 року.
Тіссеранів параметр щодо Юпітера — 3,611.